# Homalocalyx
Homalocalyx es un género de plantas perteneciente a la familia Myrtaceae. Originario  de Australia.

## Taxonomía
El género fue descrito por Ferdinand von Mueller y publicado en Hooker's Journal of Botany and Kew Garden Miscellany 9: 309. 1857.

## Especies
- Homalocalyx aureus (C.A.Gardner) Craven, Brunonia 10: 147 (1987).
- Homalocalyx chapmanii Craven, Brunonia 10: 147 (1987).
- Homalocalyx coarctatus (F.Muell.) Craven, Brunonia 10: 148 (1987).
- Homalocalyx echinulatus Craven, Brunonia 10: 149 (1987).
- Homalocalyx ericaeus F.Muell., Hooker's J. Bot. Kew Gard. Misc. 9: 309 (1857).
- Homalocalyx grandiflorus (C.A.Gardner) Craven, Brunonia 10: 151 (1987).
- Homalocalyx inerrabundus Craven, Brunonia 10: 152 (1987).
- Homalocalyx polyandrus (F.Muell.) Benth., Fl. Austral. 3: 56 (1867).
- Homalocalyx pulcherrimus (Ewart & B.Rees) Craven, Brunonia 10: 154 (1987).
- Homalocalyx staminosus (F.Muell.) Craven, Brunonia 10: 155 (1987).
- Homalocalyx thryptomenoides (F.Muell.) Craven, Brunonia 10: 156 (1987).[1]